# Tveitan Station
Tveitan Station (Tveitan holdeplass) er en tidligere jernbanestation på Tinnosbanen, der ligger i Notodden kommune i Norge.
Stationen åbnede som trinbræt 6. juni 1939 under navnet Velta, men den skiftede navn til Tveitan i oktober 1940. Togene ophørte med at stoppe på stationen 13. juni 2004. Den fremgår dog stadig af Bane Nors stationsoversigt.